# Johannes Gelert
Johannes Sophus Gelert (født 10. december 1852 i Nybøl, Sundeved, død 4. november 1923 i New York) var en dansk-amerikansk billedhugger, bror til Otto Gelert.
Hans forældre var juvelerer i Rio de Janeiro, senere møller og teglværksejer i Nybøl Ludvig Christian Frederik Gelert og Constance Andrea Frederikke Petersen. Efter sin skolegang i Nybøl og på den lærde skole i Flensborg var han i to år elev hos billedskærer C.A. Berg i København. 1870 kom han på Det Kongelige Danske Kunstakademi, hvor han 1875 fik afgangseksamen som modellerer og billedhugger. 
Kort efter sin afgang udstillede han på Charlottenborg en børnegruppe og en statue af den norskfødte søhelt, Ivar Huitfeldt. 1879 udstillede han på Charlottenborg Forårsudstilling en gruppe af Thor, der tager tyrens hoved som madding for Midgårdsormen. 
1882 tog han med støtte af Det anckerske Legat på studierejse til Berlin, Paris og Italien. 1887 emigrerede han til Chicago, USA. Efterhånden fik han så mange bestillinger at han kunne bygge sit eget ateliér og 1892 blev han amerikansk statsborger. 1898 flyttede han til New York. I parken Lincoln Park, Chicago står hans statue af H.C. Andersen, bestilt af danske imigranter.
Johannes Gelert fik i USA stor anseelse, løste mange store opgaver og modtog flere udmærkelser. Et af hans mest berømte arbejder er The Struggle for Work (Kampen for arbejdet, som forestiller fattige mænd og kvinder, der samles udenfor en rig arbejdsgivers hus for at bede om arbejde. Han er også kendt for en statuerække på Haymarket Square i Chicago af de politibetjente, der ved en opstand var blevet dræbt af yderliggående anarkister. Nogle af hans sidste arbejder var en statuerække i Brooklyn Institute of Arts and Sciences og relieffet Danmark i New Yorks toldkammer.
Den 28. oktober 1896 giftede han sig i Chicago med Betzy Georgine Diabeth Sundberg, født 7. juni 1870 i København, datter af pladsforvalter Gustav Ludvig Sundberg og Emilie Augusta Maglund. Efter få års ægteskab blev de skilt.
I sine sidste leveår blev han fattig, svagtseende og invalid og den 4. november 1923 døde han ensom i Brooklyn, New york, 71 år gammel. Han er begravet på de fattiges og ukendtes kirkegård "Potter's Field" i New York.
På kunstmuseerne i Aarhus og Aalborg findes der arbejder af Johannes Gelert.

## Billeder
| - Værker af Johannes Gelert - "The Haymarket Policeman", 1889. Haymarket Square (Chicago) (Haymarketoptøjerne) - Ulysses S. Grant Grant Park Galena, Illinois, 1890 - 'Beethoven Monument', Lincoln Park, Chicago, 1897 (stjålet 1970) - Joseph Mead Bailey, 1899 (Amerikansk jurist 1833-95) - Gotik, 1904 Gothic art ved Louisiana Purchase Exposition (St. Louis World's Fair 1904) - Napoléon I, 1904 - Th. Roosevelt i uniform med sværd, 1923 - John H. Stevens i Minnehaha Park, Minneapolis, Minnesota, år? |

## Arbejder i Danmark og USA
- 1874 Lykkelige Barndom – Børnegruppe
- 1876 Perseus befrier Andromeda – Relief, udst. Originalmodel i Ålborg Museum
- 1876 H. C. Andersen – Statue
- 1878 Guden Thor bemægtiger sig en Tyrs Hoved, der skal tjene som Madding for Midgaardsormen
- 1879 Den lille Bygmester – Børnegruppe (udst. i Charlottenborg 1887)
- 1885 Augustinus (354-43 (står ved Marmorkirken i København)
- 1889 The Haymarket Policeman (Haymarket Sq., Chicago)
- 1891 Statue af General Ulysses S. Grant (Galena)
- 1892 The struggle for work "Kampen for arbejdet" (udstillet på Verdensudstillingen i Chicago)
- 1895 Friser til Mac Vicker-Teatret og Chicago Herald's Hus (Bogtrykkerkunstens Hist.)
- 1895 Buster af Abraham Lincoln, Robert Collyer
- 1896 H C. Andersen 1896, Lincoln Park, Chicago)
- 1897 Ludwig van Beethoven (Lincoln Park, Chicago)
- 1897 Wounded soldier (Guldmed. Nashville Centennial Exposition)
- 1899 Guldmed (Philadelphia)
- 1900 Buster af Bernhard Olsen (udst.1885), Jacob Brønnum Scavenius Estrup og J. B. Dalhoff
- 1904 Napoleon (Missouri)
- 1908 Francis Furman (Vanderbilt University, Nashville, Tenn.)
- 1910, Oberst John Stevens (Minneapolis)
- 1902 Theseus (Kolossalstatue (Philadelphia Art Club's Guldmed)
- 1904 Gothic art (Statue, St. Louis Art Academy, Missouri)
- 1905 Danmark (Statue, U. S. Custom House, New York)
- 1909 The Roma civilization (fire 12 Fod høje Statuer, Brooklyn Institute of Arts and Sciences)
- 1910 Christus-Buste (dansk Trinitatis Kirke, Brooklyn)
- 1911 Tre Statuer (Hackensack Raadhus, New Jersey
- 1915 Buster af Robert Collyer, Jacob Riis og H. H. Bancroft.